# Compsolechia chelidonia
Compsolechia chelidonia är en fjärilsart som beskrevs av Edward Meyrick 1922. Compsolechia chelidonia ingår i släktet Compsolechia och familjen stävmalar. Inga underarter finns listade i Catalogue of Life.